# شهرستان قوش‌رباط
ناحیهٔ قوش‌رباط (به ازبکی: Qo'shrabot tumani، قۉش‌رباط تومنی) یک ناحیه/شهرستان در ازبکستان است که در استان سمرقند واقع شده‌است.